# Harpactea stalitoides
Harpactea stalitoides là một loài nhện trong họ Dysderidae.
Loài này thuộc chi Harpactea. Harpactea stalitoides được Carles Ribera miêu tả năm 1993.